# Giuseppe di Domenico
Né le 11 juillet 1979 à Ruvo di Puglia, dans la province de Bari, Giuseppe di Domenico est un karatéka italien qui a remporté de nombreuses médailles en kumite lors de compétitions internationales, notamment la médaille d'or en kumite individuel masculin moins de 70 kilos aux championnats du monde de karaté 2002 à Madrid, en Espagne.

## Résultats
| Résultat | Date         | Épreuve                   | Catégorie | Compétition                                  | Ville hôte               |
| -------- | ------------ | ------------------------- | --------- | -------------------------------------------- | ------------------------ |
| [ 1 ]    | 1997         | ?                         | Cadets    | Championnats d'Europe juniors et cadets 1997 | Sofia, en Bulgarie       |
| [ 2 ]    | Février 1998 | Kumite individuel - 70 kg | Juniors   | Championnats d'Europe juniors et cadets 1998 | Le Pirée, en Grèce       |
| [ 1 ]    | Février 1998 | Kumite par équipe         | Juniors   | Championnats d'Europe juniors et cadets 1998 | Le Pirée, en Grèce       |
| [ 1 ]    | Février 1999 | Kumite par équipe         | Juniors   | Championnats d'Europe juniors et cadets 1999 | Oviedo, en Espagne       |
| [ 1 ]    | 1999         | Kumite par équipe         | Juniors   | Championnats du monde juniors et cadets 1999 | Sofia, en Bulgarie       |
| [ 1 ]    | 2000         | ?                         | Juniors   | Championnats d'Europe juniors et cadets 2000 | Celje, en Slovénie       |
| [ 1 ]    | 2000         | Kumite par équipe         | Juniors   | Championnats d'Europe juniors et cadets 2000 | Celje, en Slovénie       |
| [ 1 ]    | 2000         | Kumite par équipe         | Seniors   | Championnats d'Europe 2000                   | İstanbul, en Turquie     |
| [ 3 ]    | Mai 2002     | Kumite individuel - 70 kg | Seniors   | Championnats d'Europe 2002                   | Tallinn, en Estonie      |
| [ 4 ]    | 2002         | Kumite individuel - 70 kg | Seniors   | Championnats du monde 2002                   | Madrid, en Espagne       |
| [ 5 ]    | Mai 2004     | Kumite individuel - 70 kg | Seniors   | Championnats d'Europe 2004                   | Moscou, en Russie        |
| [ 1 ]    | 2004         | Kumite par équipe         | Seniors   | Championnats du monde 2004                   | Monterrey, au Mexique    |
| [ 6 ]    | Juillet 2005 | Kumite individuel - 70 kg | Seniors   | Jeux mondiaux 2005                           | Duisbourg, en Allemagne  |
| [ 7 ]    | Mai 2006     | Kumite individuel - 70 kg | Seniors   | Championnats d'Europe 2006                   | Stavanger, en Norvège    |
| [ 1 ]    | Mai 2007     | Kumite par équipe         | Seniors   | Championnats d'Europe 2007                   | Bratislava, en Slovaquie |